# Ashley Handley
Pour les articles homonymes, voir Handley (homonymie).

a Compétitions nationales et continentales officielles uniquement.

b Matchs officiels uniquement.
Ash Handley, né le 16 février 1996 à Leeds (Angleterre), est un joueur de rugby à XIII anglais évoluant au poste de centre, d'arrière ou d'ailier dans les années 2010. Il fait ses débuts professionnels les Rhinos de Leeds en 2014 en Super League. Il remporte deux titres de Super League et une Challenge Cup mais ne prend part à aucune des finales. Il est également l'objet de nombreux prêts en cours de saison à Featherstone qui évolue au second échelon.

## Palmarès
- Collectif:
  - Vainqueur de la Super League : 2014[1] et 2017[1]  (Leeds).
  - Vainqueur de la Challenge Cup : 2015[1] et 2020 (Leeds).
  - Finaliste de la Super League : 2022 (Leeds).

- Individuel :
  - Nommé dans l'équipe de la Super League : 2019 (Leeds).